# Presidenti della Provincia di Teramo
Elenco dei presidenti dell'amministrazione provinciale di Teramo.

## Regno d'Italia (1861-1946)

### Presidenti del Consiglio provinciale (1861-1928)
- Panfilo Conti (1861-1862)
- Nicola Pompizii (1862-1863)
- Tito De Cesari (1863-1867)
- Antonio Finocchi (1867-1870)
- Ascanio Presbiteri De Lassi (1871-1876)
- Crescenzio Scarselli (1877-1883)
- Settimio Costantini (1883-1899)
- Giuseppe De Riseis (1899-1914)
- Ernesto Romani (1914-?)

### Presidenti della Deputazione provinciale (1889-1928)
| Nº | Nº | Ritratto | Nome                      | Mandato | Mandato | Partito |
| Nº | Nº | Ritratto | Nome                      | Inizio  | Fine    | Partito |
| -- | -- | -------- | ------------------------- | ------- | ------- | ------- |
| 1  |    |          | Serafino Palumbi          | 1890    | 1891    | ?       |
| 2  |    |          | Michelangelo Forcella     | 1892    | 1894    | ?       |
| 3  |    |          | Augusto Muzii             | 1895    | 1900    | ?       |
| 4  |    |          | Pasquale Ventilii         | 1900    | 1901    | ?       |
| 5  |    |          | Emidio Cerulli            | 1901    | 1909    | ?       |
| 6  |    |          | Ludovico De Petris        | 1909    | 1923    | ?       |
| –  |    |          | Commissione straordinaria | 1923    | 1928    | —       |

### Presidi del Rettorato (1928-1944)
| Nº | Nº | Ritratto | Nome            | Mandato | Mandato | Partito                    |
| Nº | Nº | Ritratto | Nome            | Inizio  | Fine    | Partito                    |
| -- | -- | -------- | --------------- | ------- | ------- | -------------------------- |
| 1  |    |          | Gennaro Flaiano | 1928    | 1943    | Partito Nazionale Fascista |

## Italia repubblicana (dal 1946)

### Presidenti della Deputazione provinciale (1944-1951)
| Nº | Nº | Ritratto | Nome                | Mandato | Mandato | Partito                       |
| Nº | Nº | Ritratto | Nome                | Inizio  | Fine    | Partito                       |
| -- | -- | -------- | ------------------- | ------- | ------- | ----------------------------- |
| 1  |    |          | Vito Caravelli      | 1944    | 1948    | Partito Repubblicano Italiano |
| 2  |    |          | Vittorino Tarquinii | 1948    | 1951    | ?                             |

### Presidenti della Provincia (dal 1951)

#### Eletti dal Consiglio provinciale (1951-1994)
| Nº | Nº | Ritratto | Nome                | Mandato         | Mandato         | Partito                                 | Elezione |
| Nº | Nº | Ritratto | Nome                | Inizio          | Fine            | Partito                                 | Elezione |
| -- | -- | -------- | ------------------- | --------------- | --------------- | --------------------------------------- | -------- |
| 1  |    |          | Vittorino Tarquinii | 1951            | 1961            | ?                                       |          |
| 2  |    |          | Zeno Tomassini      | 1961            | 1965            | Democrazia Cristiana                    |          |
| 3  |    |          | Emilio Mattucci     | 1965            | 1970            | Democrazia Cristiana                    |          |
| 4  |    |          | Giuseppe Lupini     | 1970            | 1975            | ?                                       |          |
| 5  |    |          | Gabriele Serroni    | 1975            | 1980            | Partito Socialista Democratico Italiano |          |
| 6  |    |          | Rocco Salini        | 1980            | 1985            | Democrazia Cristiana                    |          |
| 7  |    |          | Simone Marini       | 1985            | 1986            | Democrazia Cristiana                    |          |
| 8  |    |          | Dino Di Giuseppe    | 13 gennaio 1986 | 3 agosto 1990   | Partito Socialista Italiano             |          |
| 9  |    |          | Goffredo Tomassi    | 3 agosto 1990   | 21 luglio 1991  | Democrazia Cristiana                    |          |
| 10 |    |          | Osvaldo Scrivani    | 21 luglio 1991  | 24 gennaio 1994 | Partito Democratico della Sinistra      |          |
| 11 |    |          | Claudio Ruffini     | 19 marzo 1994   | 8 maggio 1995   | Partito Democratico della Sinistra      |          |

#### Eletti direttamente dai cittadini (1994-2014)
| Nº | Ritratto       | Ritratto       | Nome              | Mandato        | Mandato         | Partito                                     | Elezione |
| Nº | Ritratto       | Ritratto       | Nome              | Inizio         | Fine            | Partito                                     | Elezione |
| -- | -------------- | -------------- | ----------------- | -------------- | --------------- | ------------------------------------------- | -------- |
| 11 |                |                | Claudio Ruffini   | 8 maggio 1995  | 14 giugno 1999  | Partito Democratico della Sinistra          | 1995     |
| 11 | 14 giugno 1999 | 17 giugno 2004 | Claudio Ruffini   | 1999           |                 | Partito Democratico della Sinistra          |          |
| 12 |                |                | Ernino D'Agostino | 17 giugno 2004 | 8 giugno 2009   | Democratici di Sinistra Partito Democratico | 2004     |
| 13 |                |                | Valter Catarra    | 8 giugno 2009  | 13 ottobre 2014 | Il Popolo della Libertà                     | 2009     |

#### Eletti dai sindaci e consiglieri della provincia (dal 2014)
| Nº | Ritratto | Ritratto | Nome                 | Mandato         | Mandato         | Partito                         | Elezione |
| Nº | Ritratto | Ritratto | Nome                 | Inizio          | Fine            | Partito                         | Elezione |
| -- | -------- | -------- | -------------------- | --------------- | --------------- | ------------------------------- | -------- |
| 14 |          |          | Renzo Di Sabatino    | 13 ottobre 2014 | 31 ottobre 2018 | Partito Democratico             | 2014     |
| 15 |          |          | Diego Di Bonaventura | 31 ottobre 2018 | 29 gennaio 2023 | Indipendente di centro-destra   | 2018     |
| 16 |          |          | Camillo D'Angelo     | 29 gennaio 2023 | In carica       | Indipendente di centro-sinistra | 2023     |